# Laboratório Bradner

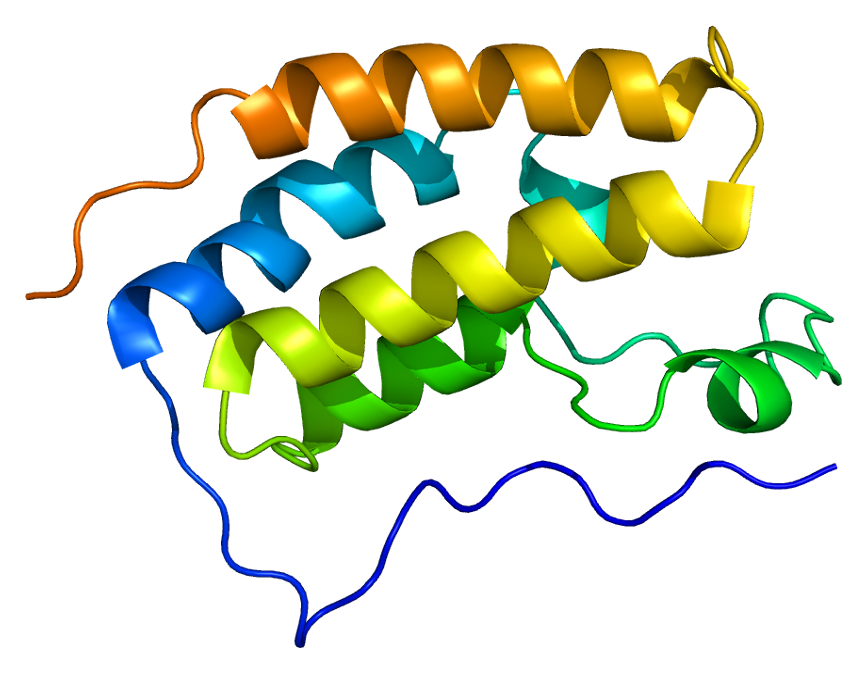
Estrutura do domínio Bromo 1 da proteína humana BRD4.

O Laboratório Bradner  foi fundado pelo médico, químico, pesquisador e instrutor em medicina na Universidade de Harvard, Jay Bradner e está localizado no Longwood Center, em Boston. O laboratório desenvolve idéias, cria moléculas e estabelece estratégias terapêuticas para controlar a expressão de gene no câncer. Ele tem por missão formar jovens cientistas na intersecção dos campos da Química, Biologia, Bioquímica e das áreas de Ciências Informáticas e para criar uma terapia alvo para o tratamento do câncer, enquanto exemplificando um modelo de código aberto de pesquisa básica e descoberta terapêutica.

Dr. Bradner e seu laboratório trabalham para subverter o comportamento agressivo de câncer através da reprogramação identidade fundamental da célula utilizando a proteína BRD4